# Statistique monumentale de Paris

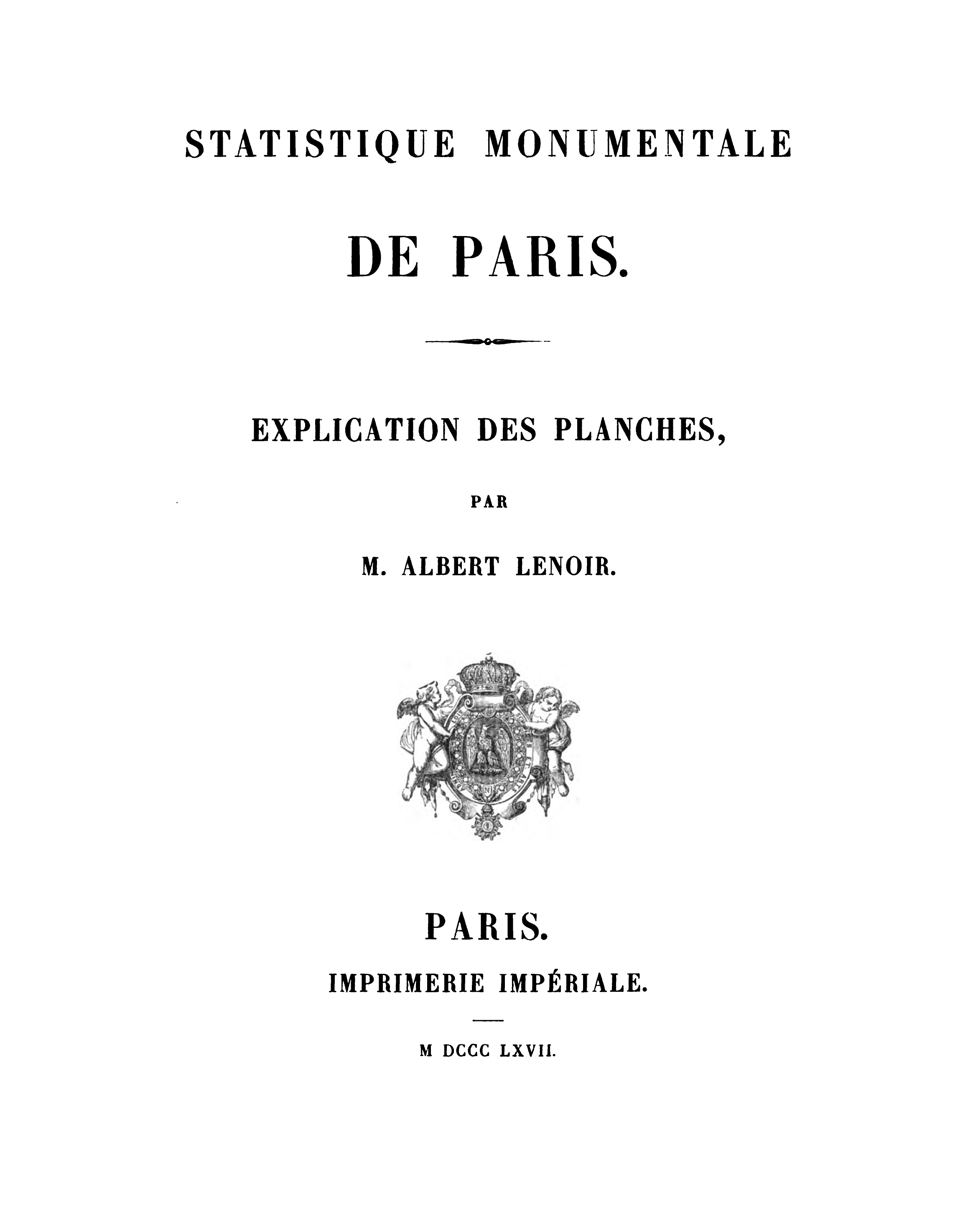
Page de garde du livre d'Albert Lenoir Statistique monumentale de Paris, paru en 1867

Ouvrage majeur du XIXe siècle en matière d'urbanisme et d'architecture, la Statistique monumentale de Paris est rédigé sous la direction d'Albert Lenoir (1801-1891) et en grande partie par lui. On y trouve l'une des premières tentatives scientifiques de décrire l'ensemble des grands monuments parisiens, à l'aide de plans, de dessins d'architectures, et de notices exhaustives. 
Sa rédaction s'est étalée sur près de 30 ans, de 1840 à 1867, et « illustre pleinement son approche de l’histoire des styles, selon la continuité chronologique des formes architecturales. Conçu comme un inventaire scientifique, l’ouvrage est également une interprétation historique du paysage parisien, architectural et urbain, alors en chantier », selon l'historienne de l’art Annabelle Martin. Toutes les périodes sont représentées, mais les édifices du Moyen Âge sont les plus nombreux. L'originalité de l'ouvrage tient enfin à la méthode employée : « La méthode de Lenoir, basée sur la confrontation des documents et des vestiges, permet véritablement de restituer l’histoire des édifices parisiens disparus, d’écrire celle de ses habitants. »

## Publication de l'ouvrage

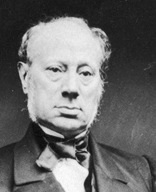
Albert Lenoir (1801-1891)

En 1835, Lenoir propose au Comité des arts et monuments, qui vient d'être installé par le ministre Guizot, le projet d’une publication consacrée à Paris. L'ouvrage, publié en plusieurs livraisons réunies dans un format grand in-folio, est composé de 266 planches gravées ou lithographiées. Le nombre de monuments décrits est encore supérieur au nombre de pages, et comprend des édifices et fragments de sculpture de l'époque romaine, des églises fondées à Paris pendant le Moyen Âge et la Renaissance ainsi que les monuments divers que ces dernières renferment, des monuments civils et des hôtels privés datant des époques gothique et de la Renaissance.
Albert Lenoir avait réuni autour de lui une trentaine de collaborateurs, spécialistes de la capitale ; ont notamment collaboré : Adolphe Berty, Jean-Baptiste Lassus, Théodore Vacquer, Eugène Viollet-le-Duc… 
Sa rédaction s'étant étalée sur de longues années (dont l'hostilité du ministre Gustave Rouland fut en grande partie responsable), elle a pu s'enrichir lentement des découvertes archéologiques provoquées par les bouleversements urbanistiques : parvis de Notre-Dame (fouillé en 1847), vestiges de l’Hôtel d’Harcourt (découverts au moment de l’élargissement de la rue Du-Sommerard et détruits en 1852), etc. 
Une « rivalité entre la Préfecture (Haussmann depuis 1853) et le Ministère de l’instruction publique, concrétisée par la création, à la Préfecture, d’un “Service du plan” de la Ville de Paris » fut également l'origine de l'amputation du sommaire initial : le plan ne put être donné dans la Statistique puisque, de manière cavalière, Adolphe Berty, ancien assistant de Lenoir pour le plan archéologique de la Ville, l'avait accaparé et avait commencé sa publication dès 1866 dans une Topographie du vieux Paris en 6 volumes (de 1866 à 1897) (collection “Histoire générale de Paris” publiée par la Ville de Paris). Dépité, meurtri, Lenoir ne peut que le constater dans le 3e tome de la Statistique : « La Statistique a donc été réduite, pour ce qui concerne la topographie à deux plans peu étendus. » (rapporté par Froissart, 2012, p. 134)

## Présentation du projet au Ministre
En 1835, Albert Lenoir présente le projet au ministre Guizot en ces termes : 
« Par sa position politique à toutes les époques de notre histoire, Paris offre un intérêt continu, qui doit faire d'une publication sur cette ville l'introduction aux travaux qui se préparent en France (...). Quant aux divers éléments de ce travail, ils embrassent la topographie, l'architecture et les autres branches de l'art. 
L'histoire monumentale de Paris commence après la conquête; les Romains comprirent quelle était l'importance topographique de cette ville; deux forts furent établis à la tête des ponts; une voie militaire traversa le territoire et la ville; au midi elle s'étendait jusqu'à l'Italie; les tombeaux des citoyens y ont été trouvés à diverses époques. 
Sur le versant de la montagne Sainte-Geneviève, les vainqueurs construisirent un grand palais qui, par sa position, dominait la cité; voisin de la voie et d'un castram, il fut destiné à loger le chef militaire; une grande partie de cet édifice existe encore; jamais on n'a publié que la grande salle destinée aux bains et qui n'était qu'une dépendance. Un aqueduc de plusieurs lieues d'étendue, et dont plus d'une trace se reconnaît dans ce long parcours, y conduisait les eaux de Rungis; un plan de cet aqueduc antique, se reliant à celui de l'édifice pour lequel il fut établi, présenterait de l'intérêt. Le premier faubourg et le port des Parisii étaient voisins du palais : des constructions et une statue impériale y furent découvertes dans le siècle dernier. 
En passant au nord de la cité, le plan de l'époque romaine recevrait l'indication des fouilles successives qui, au Palais-Royal, rue Vivienne et sur beaucoup d'autres points, ont produit des restes dignes d'être signalés. Montmartre enfin conserve quelques ruines dont le tracé serait joint à celui de tous les restes de cette antique période. 
Paris devint une capitale : nos premiers rois habitèrent la cité ainsi que le palais des Thermes; sous les Capétiens, le premier de ces deux séjours fut préféré; dans les substructions du palais de Justice actuel on peut retrouver des traces de cette résidence, depuis son origine jusqu'à saint Louis, qui retendit et y fit des constructions encore admirées de nos jours. 
En rattachant à ce travail des études sur le Louvre, sur l'hôtel Saint-Paul et le palais des Tournelles, on atteindrait l'époque de la construction du palais des Tuileries, bâti par Catherine de Médicis, agrandi par Louis XIV et modifié sous nos yeux; l'histoire de ces divers édifices et de l'art qui s'y développa depuis le commencement de la monarchie serait le résultat de cette partie de la publication. 
Auprès de leurs demeures, les rois de la première race élevèrent des églises; les basiliques de Saint-Pierre et Saint-Paul, depuis de Sainte-Geneviève; celles de Saint-Vincent et de la Sainte-Croix, aujourd'hui de Saint-Germain-des-Prés; de Saint-Julien-le-Pauvre, que mentionne Grégoire de Tours, sont au nombre des premiers temples chrétiens de Paris; ils n'ont jamais été publiés d'une façon complète; ces édifices étaient disposés, ainsi que rapprennent les récits des écrivains contemporains, comme les basiliques primitives qui se voient encore en Italie. 
Plus tard, une autre influence, qui s'étendit sur les monuments construits après les deux premières races, a laissé dans la capitale des monuments de l'art roman, et, en les étudiant, on arriverait, par une succession suivie, aux grands édifices gothiques. 
Les enceintes militaires de la capitale fourniraient des éléments à une partie importante de la publication. La première clôture, restreinte aux dimensions de l'île Notre-Dame, a laissé des traces dans les fragments de murailles trouvés, en 1711, à Notre-Dame, et en 1829 à l'église de Saint-Landry; au midi, le palais des Thermes formait les limites du faubourg groupé autour du port des Nautæ. 
L'enceinte de Philippe-Auguste enveloppa ensuite l'édifice antique, elle existe encore en partie; jamais on n'a dessiné ses tours, mesuré les distances qui les séparent, la hauteur qui leur fut donnée, ainsi qu'aux murailles. À l'aide d'un travail de nivellement opéré dans ces dernières années sur le sol de la capitale, on pourrait être conduit à connaître les divers mouvements de terre exécutés, à différentes époques, pour clore la partie septentrionale de la ville; en prenant cette opération pour base, on serait conduit à des résultats sérieux. 
Enfin, les monuments civils et particuliers ne doivent pas être négligés : il en est plus d'un intéressant et inédit, et ceux-là mêmes qui sont connus ne semblent pas devoir être exclus d'une statistique dans laquelle on se proposerait de conserver pour l'avenir les traces de ce qui nous reste de l'ancien état de la capitale de la France. »

## Sources
- Jean-Luc Froissart, Alexandre, Albert et Angéline Lenoir : Une dynastie en A majeur (1761-1891), Paris, J.-L. Froissart, 2012, 292 p. (ISBN 978-2-9522836-3-2, présentation en ligne)
- Albert Lenoir (dir.), 1867. Statistique monumentale de Paris. Volume 1. Paris: Imprimerie impériale.
- Albert Lenoir (dir.), 1867. Statistique monumentale de Paris publiée par les soins du Ministre de l'Instruction publique : Cartes, plans et dessins. Atlas, Volumes 2 à 3. Paris : Imprimerie impériale.